# ГАЕС Taum Sauk
ГАЕС Taum Sauk — гідроакумулювальна електростанція у штаті Міссурі (Сполучені Штати Америки).
Нижній резервуар станції створили на річці Іст-Форк — лівому витоку Блек-Рівер, котра в свою чергу є лівою притокою Вайт-Рівер, правої притоки Міссісіппі (басейн Мексиканської затоки). Для цього звели бетонну гравітаційну греблю висотою 18 метрів та довжиною 110 метрів, яка утримує водосховище з площею поверхні 1,6 км2 та об'ємом 7,8 млн м3, в якому припустиме коливання у операційному режимі між позначками 224 та 229 метрів НРМ.
Верхній резервуар створили на висотах лівобережжя за допомогою кільцевої кам'яно-накидної дамби висотою 27 метрів та довжиною 2000 метрів, поверх якої споруджений бетонний парапет висотою 3 метри. Вона утримує резервуар з площею поверхні 3,7 км2 та об'ємом 5,7 млн м3, в якому припустиме коливання рівня у операційному режимі між позначками 466 та 487 метрів НРМ.
Через напірну шахту (висота 138 метрів, діаметр 8,3 метра), тунель (довжина 1452 метри, перетин 7,8х7,8 метра) та водовід (довжина 551 метр, діаметр 5,6 метра) верхня водойма пов'язана з машинним залом, тоді як сполучення із нижнім резервуаром забезпечує канал довжиною 0,5 км з шириною 20 метрів.
Машинний зал обладнали двома оборотними турбінами типу Френсіс потужністю по 175 МВт, які у 1999-му модернізувати до показника у 225 МВт. Гідроагрегати працюють при напорі/забезпечують підйом на висоту до 262 метрів.
У грудні 2005-го стався прорив греблі верхнього резервуару, що призвів до його спорожнення протягом 25 хвилин (максимальний витік становив 7,7 тис. м3 води за секунду). На щастя, під час цього інциденту обійшлось без жертв.

## Інтернет-ресурси
- FERC Independent Panel of Consultants (IPOC) Report, May 25, 2006 [Архівовано 7 грудня 2006 у Wayback Machine.]
- Ameren Missouri Taum Sauk Water Management Website [Архівовано 27 грудня 2016 у Wayback Machine.]